# Zesilovač (fotografie)
Zesilovač je ve fotografii chemikálie, která způsobí zvětšení kontrastu (strmosti) a krytí (sytosti) exponovaných a vyvolaných fotografických materiálů (obvykle negativů). Používá se pokud je obraz příliš měkký nebo pokud došlo k nedokonalému vyvolání. Nenahradí ale chybějící kresbu, způsobenou příliš slabou expozicí.
Opačné účinky má zeslabovač.
Před aplikací zesilovače je třeba použít bělicí lázně.

## Složení některých zesilovačů
- Stříbrný zesilovač
  - 1 l destilované vody + hydrochinon + kyselina citronová + dusičnan stříbrný
  - po zesílení je třeba nechat negativ ustálit a vypláchnout

- Uranylový zesilovač
  - 1l vody + dusičnan uranylu (5g) + kyselina octová (50 ml 80%) + ferrikyanid draselný (5 g)
  - tento zesilovač způsobí jako vedlejší efekt zčervenání vrstvy

- Sublimátový zesilovač
  - 1l vody + chlorid rtuťnatý (20g) + bromid draselný (20g)
  - Po úplném zbělení vrstvy se negativ opláchne vodou a vypere v 1% roztoku HCl. Poté se pere dalších 20 min ve vodě. Poté následuje postup vyvolání v běžné hydrochinonové vývojce.
  - Celý postup lze dělat za světla
  - zesílení zvětší zrno.